# Nagórzany (Nowa Ruda)
Nagórzany (niem. Kolonie Oberberg, cz. Oberberk) – część miasta Nowa Ruda w Polsce, położona w województwie dolnośląskim, w powiecie kłodzkim.

## Położenie
Nagórzany to nieduża osada położona w Sudetach Środkowych, w paśmie Wzgórz Włodzickich, na zachodnim stoku Przykrzca, na wysokości 410–450 m n.p.m.

## Podział administracyjny
W latach 1975–1998 miejscowość administracyjnie należała do województwa wałbrzyskiego.

## Historia
Nagórzany powstały w XIX wieku jako kolonia Słupca, okresie intensywnego rozwoju górnictwa węgla kamiennego. W roku 1861 poniżej miejscowości rozpoczęto wydobycie w kopalni „Concordia”, która była eksploatowana do 1890 roku. Poza tym rozpoczęto wydobycie gabra w kamieniołomie położonym w sąsiedztwie Nagórzan. Po zamknięciu kopalni miejscowość straciła na znaczeniu, a po 1945 roku częściowo wyludniła się. 